# Leksah
Leksah — интегрированная среда разработки, написанная на Haskell и предназначенная для разработки на Haskell. Свободно распространяется на условиях лицензии GPL v. 2.0.

## Особенности
Представляет собой полнофункциональную IDE для Haskell. Среда тесно интегрирована с GHC, она не только использует компилятор Glasgow Haskell по его прямому назначению. но и обращается к его API для работы с исходными текстами на haskell. Поддерживает навигацию по исходным текстам, автодополнение, отладку и сборку пакетов.

## История
Для языка Haskell долгое время отсутствовали специализированные интегрированные среды разработки. Были начаты такие проекты как HIDE и основанный на wxHaskell (враппере для wxWidgets) Haste, но оба были заброшены.
Разработка Leksah была начата в июне 2007 года, а первая альфа-версия выпущена в феврале 2008 года.

## Альтернативы
На 2015 год продукт остаётся скорей развивающимся, чем законченным, и для начинающих программистов его авторы рекомендуют воспользоваться специализированными плагинами к современным высокоразвитым IDE: Eclipse (EclipseFP) или Visual Studio (Visual Haskell).
Другой заслуживающий внимания продукт, это написанный на Haskell emacs-подобный редактор для программистов Yi. Авторами Leksah планировалось использовать его как один из компонентов своего IDE, однако в начале от этой идеи было решено отказаться из за того, что Yi не работал под Windows. Работы над такой интеграцией начаты при подготовке версии 0.8 Leksah, но на май 2015 они всё ещё не закончены.